# Clusia caicedoi
Clusia caicedoi är en tvåhjärtbladig växtart som beskrevs av José Cuatrecasas. Clusia caicedoi ingår i släktet Clusia och familjen Clusiaceae. Inga underarter finns listade i Catalogue of Life.